# مقاطعة ستيلي (داكوتا الشمالية)
ستيلي (بالإنجليزية: Steele)‏ هي إحدى مقاطعات ولاية داكوتا الشمالية في الولايات المتحدة الأمريكية.